# لورا ويتمور
لورا ويتمور هي مقدمة برامج،عارضة ازياء وممثلة أيرلندية ولدت في 4 مايو 1985.